# Anisonyches diakidius
Anisonyches diakidius är en djurart som tillhör fylumet trögkrypare, och som beskrevs av Pollock 1975. Anisonyches diakidius ingår i släktet Anisonyches och familjen Echiniscoididae. Inga underarter finns listade i Catalogue of Life.